# Kawamata Saki
Kawamata Saki (川又咲紀 (Xuyên Hữu Tiếu Kỷ) - sinh ngày 28 tháng 4 năm 1996 tại Izumo, Shimane, Nhật Bản) là một Nữ Lưu kì sĩ trực thuộc Liên đoàn Shogi Nhật Bản phái Kansai với số hiệu Nữ Lưu là 56, ngoài ra còn là một YouTuber. Cô là môn hạ của Mori Kei Cửu đẳng. Kawamata đã tốt nghiệp trường Cao trung Tsukuba Kaisei.Chị gái của cô - Satomi Kana cũng là một Nữ Lưu kì sĩ.

## Sự nghiệp

### Tiền đề
Nhờ sự ảnh hưởng của người anh trai và chị gái mình là Satomi Kana, cô bắt đầu học chơi shōgi.
Năm 2010, cô đã lọt vào giai đoạn Sơ loại của giải Mynavi Nữ mở rộng kì thứ tư bằng việc vượt qua giai đoạn Thách đấu, và cũng về ba tại giải Nữ Lưu Danh Nhân Sơ trung kì thứ ba vào ngày 21 tháng 8 năm 2011.
Tháng 7 năm 2012, cô tham gia hội Nghiên Tu ở Kansai với trình độ khởi đầu là E1.Tuy nhiên, cô sớm gặp trở ngại trong việc tiến bộ khi tham gia hội khi không đạt bất cứ chiến thắng nào sau nửa năm, điều đó cũng khiến Kawamata tạm dừng việc luyện tập để chống chọi với bệnh trầm cảm. Vào năm thứ hai khi cô học Cao trung, Kawamata đã suy nghĩ tới việc lựa chọn những hướng đi khác thay vì shogi, tuy nhiên cô không thể làm được điều này, gia đình đã giúp Kawamata quay trở lại với shogi sau hơn một năm nghỉ ngơi.
Năm 2015, bằng việc chiến thắng trước Nodazawa Ayano ở vòng Thách đấu, lần đầu tiên sau năm năm cô quay trở lại với giai đoạn Sơ loại của giải MyNavi Nữ mở rộng kì thứ 9. Mặc dù giành chiến thắng trước Aikawa Haruka ở vòng 1, cô không thành công giành chiến thắng trước Murotani Yuki ở vòng 2 để lọt vào giai đoạn Xác định Khiêu chiến giả. Nếu làm được điều này, cô sẽ lập tức được thăng lên Nữ Lưu Nhị cấp và trở thành Nữ Lưu kì sĩ. 
Ngày 14 tháng 2 năm 2016, cô được thăng lên cấp C1 tại hội Nghiên Tu ở Kansai với 9 ván thắng - 3 ván thua và được thăng lên Nữ Lưu Tam cấp ở tuổi 19, ngày 22 tháng 2 năm 2016.Trong bốn ván đấu sau đó, mặc dù thất bại ở vòng 1 Thương Phu Đằng Hoa chiến kì thứ 24 vào ngày 23 tháng 3 trước Murota Io, cô giành tới ba chiến thắng liên tiếp trước Funado Yoko, Murota và Takebe Sayuri tại Nữ Lưu Vương Tướng chiến kì thứ 38 để lọt vào giai đoạn Xác định Khiêu chiến giả vào ngày 27 tháng 4 năm 2016 - cũng từ đó đạt đủ điều kiện và được phong trở thành Nữ Lưu kì sĩ chính thức cùng ngày.Ở giai đoạn Xác định Khiêu chiến giả, Kawamata dừng bước ở vòng 1 sau khi thất bại trước nữ kì thủ nghiệp dư Ono Yukari sau 95 nước đi. 

### Sau khi trở thành Nữ Lưu kì sĩ
Năm 2016, cô vượt qua vòng Sơ loại thứ Nhất của Nữ Lưu Vương Tọa chiến kì thứ 6, và vào ngày 4 tháng 7 cùng năm, cô vượt qua Sơ loại thứ Hai để lọt vào giai đoạn Xác định Khiêu chiến giả cuối cùng. Trong năm đó, cô có thành tích 10 ván thắng - 7 ván thua để từ đó được thăng lên Nữ Lưu Sơ đẳng vào ngày 1 tháng 4 năm 2017.
Năm 2017, cô tiếp tục lọt vào giai đoạn Xác định Khiêu chiến giả của Nữ Lưu Vương Tọa chiến kì thứ 7, sau đó là lọt vào Tứ kết Xác định Khiêu chiến giả của giải Mynavi Nữ mở rộng kì thứ 11 sau khi vượt qua Hasegawa Yuuki - đây cũng là lần đầu tiên trong sự nghiệp cô làm được điều này. Satomi Saki cũng thành công lọt vào giai đoạn cuối cùng của Nữ Lưu Vương Tướng chiến kì thứ 40. 
Ngày 27 tháng 9 năm 2021, lần đầu tiên Satomi Saki đối đầu với chị gái của mình là Satomi Kana tại một giải đấu chính thức - Giải MyNavi Nữ mở rộng lần thứ 15, đây cũng là lần đầu tiên trong lịch sử mà hai kì thủ chị em với nhau gặp nhau tại một giải đấu chính thức. Satomi Kana là người giành chiến thắng ván đấu đó sau 99 nước đi.
Ngày 29 tháng 3 năm 2022, cô đã thông báo về việc bản thân kết hôn trên Instagram, lấy họ theo chồng mình là Kawamata (川又 (Xuyên Hữu)) và từ đó sẽ hoạt động chuyên nghiệp dưới cái tên Kawamata Saki.
Tháng 1 năm 2023, Kawamata thông báo về việc tạm thời nghỉ thi đấu chuyên nghiệp với lý do "nghỉ thai sản và chăm sóc con sau sinh", với thời gian bắt đầu từ ngày 26 tháng 2 năm 2023 tới ngày 9 tháng 4 năm 2024.

## Phong cách chơi cờ
Giống với chị gái của mình là Satomi Kana, cô là một kì thủ thích chơi Chấn Phi Xa.

## Cá nhân
- Cùng với chị gái của mình là Satomi Kana, Kawamata và Satomi là cặp chị em thứ ba của giới Nữ Lưu kì sĩ Nhật Bản cùng tham gia thi đấu chuyên nghiệp, gồm có 5 cặp:

| Chị              | Ngày sinh         | Đẳng cấp        | Em               | Ngày sinh        | Đẳng cấp        |
| ---------------- | ----------------- | --------------- | ---------------- | ---------------- | --------------- |
| Nakamura Akiko   | 2 tháng 3, 1977   | Nữ Lưu Nhị đẳng | Nakamura Hiromi  | 26 tháng 1, 1979 | Nữ Lưu Nhị đẳng |
| Ōba Mika         | 1 tháng 8, 1969   | Nữ Lưu Sơ đẳng  | Ōba Miki         | 12 tháng 1, 1971 | Nữ Lưu Sơ đẳng  |
| Satomi Kana      | 2 tháng 3, 1992   | Nữ Lưu Lục đẳng | Kawamata Saki    | 28 tháng 4, 1996 | Nữ Lưu Sơ đẳng  |
| Wada Aki         | 14 tháng 11, 1997 | Nữ Lưu Sơ đẳng  | Wada Hana        | 14 tháng 1, 2002 | Nữ Lưu Nhất cấp |
| Yamaguchi Nikori | 17 tháng 9, 2002  | Nữ Lưu Nhị cấp  | Yamaguchi Sarari | 11 tháng 1, 2005 | Nữ Lưu Nhất cấp |

- Khi còn là một đứa trẻ, Satomi Saki không hề thích shogi vì sợ cha của mình, tuy nhiên cô chơi trò chơi này khi mà được người cha cho pudding và đồ ngọt khi làm những việc mà ông nhờ cô.[14]
- Khi vẫn trong giai đoạn luyện tập, cô phải đi xe buýt từ Izumo, Shimane tới Nghiên Tu hội ở Kinki. Khi trở thành Nữ Lưu kì sĩ vào năm 2017, cô đã chuyển tới Ōsaka sinh sống.[15]
- Sở thích của cô là chơi dương cầm. Kể từ khi tới Osaka, cô chơi futsal cùng với các kì thủ chuyên nghiệp để giải trí.[15]
- Cô cao 167,5 cm, nặng 46,5 kg.[cần dẫn nguồn]
- Cô bắt đầu mở kênh YouTube riêng của mình là さとみさき (Satomi Saki, là tên của cô trước khi lấy chồng) vào ngày 15 tháng 1 năm 2021.
- Có thể nói Kawamata là một người tham ăn, khi cô đã ăn hết 50 miếng sushi và một phần đồ ngọt trong một chương trình TV của kênh BS Fuji.[16]Trên chính kênh YouTube của mình, cô cũng đã ăn hết một cái bánh phô mai và một cốc mì yakisoba lớn chỉ trong 20 phút. Trong khi ăn bữa trưa, Kawamata thường nghĩ về việc sẽ ăn gì trong bữa tối.
- Trong giấc mơ của mình, Kawamata thường mơ về Rola - một người mẫu thời trang người Nhật Bản.

## Lịch sử thăng cấp
- Tháng 7 năm 2022: Nhập Nghiên Tu hội chi nhánh Kansai, cấp E1.
- Ngày 22 tháng 2 năm 2022: Nữ Lưu Tam cấp (Thăng lên cấp C1 ở Nghiên Tu hội)
- Ngày 27 tháng 4 năm 2016: Nữ Lưu Nhị cấp (Lọt vào giai đoạn Xác định Khiêu chiến giả của Nữ Lưu Vương Tướng chiến)
- Ngày 4 tháng 7 năm 2016: Nữ Lưu nhất cấp (Lọt vào giai đoạn Xác định Khiêu chiến giả của Nữ Lưu Vương Tọa chiến)
- Ngày 1 tháng 4 năm 2017: Nữ Lưu Sơ đẳng (Thắng đủ 7 ván trong một năm)